# Salifou Modi
Salifou Modi ou Mody, né le 12 octobre 1962[réf. nécessaire], est un militaire nigérien. Il est chef d'état-major des Forces armées nigériennes de 2020 jusqu'au 1er avril 2023 où il est remplacé par Abdou Sidikou Issa.
Le 26 juillet 2023, le président Mohamed Bazoum est renversé lors d'un coup d'État. Peu après, Modi est nommé vice-président de la junte, le Conseil national pour la sauvegarde de la patrie (CNSP).

## Biographie
Le coup d'État de février 2010 évince le président Mamadou Tandja. La junte militaire au pouvoir prend le nom de Conseil suprême pour la restauration de la démocratie et organise une « transition démocratique » qui redonne le pouvoir aux civils en 2011. Modi est membre de la junte.
En janvier 2020, le chef d'état-major des Forces armées nigériennes (FAN), Ahmed Mohammed (de) est limogé après l'attaque de Chinégodar, une attaque de groupes djihadistes qui fait au moins 89 morts parmi les soldats des FAN. Ce lourd bilan fait suite à l'attaque d'Inates en décembre 2019 où 71 soldats sont tués. Le président Mahamadou Issoufou remplace Mohammed par Modi.
Le 1er juin 2023, il est nommé ambassadeur auprès des Émirats arabes unis.